# Meroux
Meroux korábbi község (település) Franciaországban, Territoire de Belfort megyében. 2019. január 1-jén Moval községgel egyesült és Meroux-Moval új község része lett.
Lakosainak száma 862 fő (2018. január 1.). Meroux Vézelois, Andelnans, Bourogne, Charmois, Moval, Novillard és Sevenans községekkel határos.

## Népesség
A település népességének változása:
| Lakosok száma | 839  | 856  | 892  | 866  | 862  |
|               | 2013 | 2015 | 2016 | 2017 | 2018 |